# Terror på Elm Street 4 – Freddys mardröm
Terror på Elm Street 4 – Freddys mardröm (engelska: A Nightmare on Elm Street 4: The Dream Master), är en amerikansk skräckfilm från 1988.

## Handling
I denna uppföljare till 1987 års Terror på Elm Street 3 – Freddys återkomst får man återigen följa ungdomarna på Elm Street i deras kamp mot Freddy Krueger. I denna fjärde del tar Freddy snabbt initiativet och knyter ihop säcken genom att hastigt ta livet av de som överlevde hans tidigare försök och går sen vidare till nya offer. Alice, en ung tjej börjar liksom hennes vänner att uppleva hur en man uppsöker deras drömmar. När hennes vänner dör en efter en märker hennes omgivning snart hur hon förändras, hon övertar inte bara deras personlighetsdrag utan även deras speciella egenskaper. Med hjälp av dessa bestämmer hon sig för en gång för alla försöka att ta kål på Freddy.

## Om filmen
Terror på Elm Street 4 är den fjärde filmen i den kultförklarade serien om Freddy Krueger och Elm Street. Elm Street-filmerna och Fredag den 13:e-filmerna om Jason blev stora framgångar i skräckfilmsvågen på 80-talet. Filmen regisserades av Renny Harlin, och är 99 minuter lång.

## Andra delar i serien
- Terror på Elm Street (1984)
- Terror på Elm Street 2 – Freddys hämnd (1985)
- Terror på Elm Street 3 – Freddys återkomst (1987)
- Terror på Elm Street 5 (1989)
- Terror på Elm Street 6 – Freddy's Dead – The final nightmare (1991)
- Wes Craven's new nightmare (1994)
- Freddy vs. Jason (2003)
- A Nightmare on Elm Street (2010) (2010)

## Rollista (i urval)
- Robert Englund – Freddy Krueger
- Lisa Wilcox – Alice Johnson
- Danny Hassel – Dan Jordan
- Tuesday Knight – Kristen Parker